# Liste der Biografien/Grz
Liste der Biografien |
Portal Biografien |
Personensuche
# |
A |
B |
C |
D |
E |
F |
G |
H |
I |
J |
K |
L |
M |
N |
O |
P |
Q |
R |
S |
T |
U |
V |
W |
X |
Y |
Z |
?
 
Ga |
Gb |
Gc |
Gd |
Ge |
Gf |
Gh |
Gi |
Gj |
Gk |
Gl |
Gm |
Gn |
Go |
Gp |
Gq |
Gr |
Gs |
Gu |
Gv |
Gw |
Gy |
Gz
 
Gra |
Grb–Grd |
Gre |
Grg |
Gri |
Grj |
Grk |
Grl |
Grm |
Gro |
Grs |
Gru |
Gry |
Grz
Die Liste der Biografien führt alle Personen auf, die in der deutschsprachigen Wikipedia einen Artikel haben. Dieses ist eine Teilliste mit 67 Einträgen von Personen, deren Namen mit den Buchstaben „Grz“ beginnt.

## Grz

### Grza
- Grzan, Peter (1951–2014), deutscher Künstler

### Grze
- Grzebałkowska, Magdalena (* 1972), polnische Journalistin und Autorin
- Grzebalski, Mariusz (* 1969), polnischer Dichter und Prosaschriftsteller
- Grzeban, Grzegorz (1902–1991), polnischer Schachkomponist
- Grzega, Joachim (* 1971), deutscher Sprachwissenschaftler und Sprachdidaktiker
- Grzegorczyk, Andrzej (1922–2014), polnischer Mathematiker, Logiker und Philosoph
- Grzegorczyk, Ryszard (1939–2021), polnischer Fußballspieler
- Grzegorek, Krzysztof (* 1961), polnischer Mediziner und Politiker
- Grzegorzewicz, Patryk (* 2002), polnischer Sprinter
- Grzegorzewska, Wioletta (* 1974), polnische Lyrikerin und Prosaschriftstellerin
- Grzegorzewski, Jerzy (1939–2005), polnischer Theaterregisseur
- Grzejdak, Dorota (* 1967), polnische Badmintonspielerin
- Grzejszczak, Bogdan (* 1950), polnischer Leichtathlet
- Grzelak, Adalbert (* 1956), deutscher Fußballspieler
- Grzelak, Bartłomiej (* 1981), polnischer Fußballspieler
- Grzelak, Rafał (* 1982), polnischer Fußballspieler
- Grzelak, Stanisław (* 1920), polnischer Radrennfahrer
- Grzelak, Tadeusz (1929–1996), polnischer Boxer
- Grzelcyk, Matt (* 1994), US-amerikanischer Eishockeyspieler
- Grzella, Heinz (1929–2009), deutscher Fußballspieler
- Grzenia, Daniela (* 1971), deutsche Squashspielerin
- Grzesiak, Anna (* 1987), polnische Triathletin
- Grzesiak, Józef (1941–2020), polnischer Boxer
- Grzesik, Jürgen (1929–2021), deutscher Pädagoge und Hochschullehrer
- Grzesinski, Albert (1879–1947), preußischer Innenminister (1926–1930)Albert Grzesinski (1879–1947)

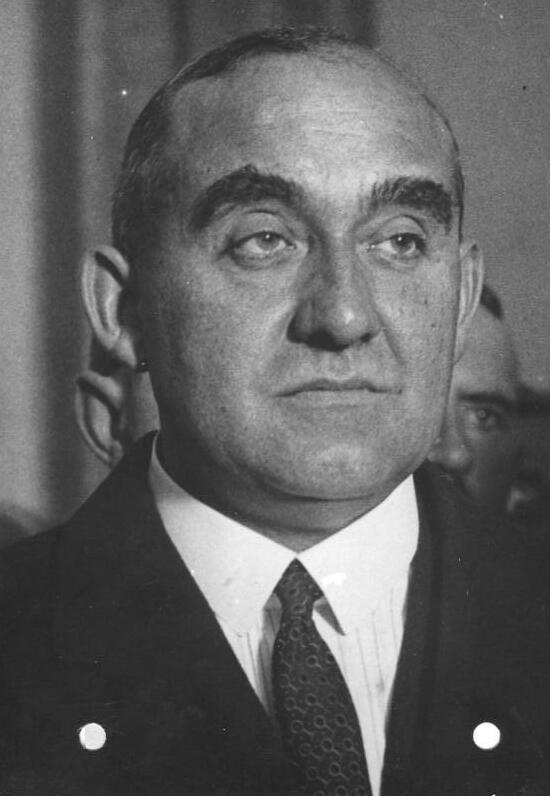
Albert Grzesinski (1879–1947)

- Grzesinski, Mats (* 2000), deutscher Handballtorwart
- Grzesiuk, Stanisław (1918–1963), polnischer Schriftsteller und Volkssänger, KZ-Häftling
- Grzeski, Beate (* 1960), deutsche Diplomatin
- Grześkowiak, Alicja (* 1941), polnische Politikerin und Juristin
- Grzeskowiak, Claus (* 1973), deutscher Fußballspieler
- Grzeskowitz, Ilja (* 1975), deutscher Autor und Redner
- Grzeszczak, Sylwia (* 1989), polnische Popsängerin
- Grzeszick, Bernd (* 1965), deutscher Rechtswissenschaftler, Hochschullehrer und Richter

### Grzi
- Grzimek, Bernhard (1909–1987), deutscher Tierarzt, Tierfilmer, Autor und Herausgeber von TierbüchernBernhard Grzimek (1909–1987)

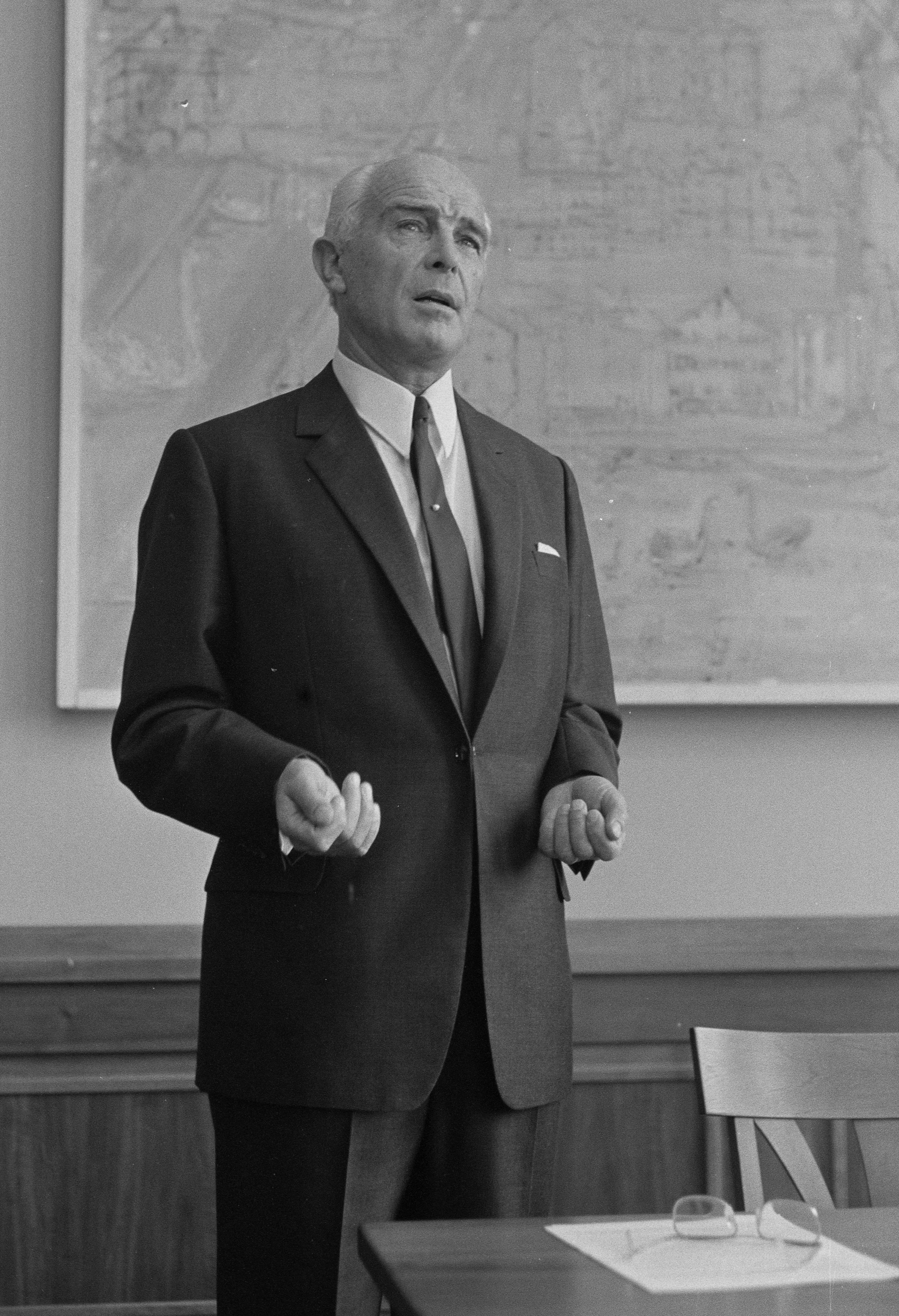
Bernhard Grzimek (1909–1987)

- Grzimek, Günther (1887–1980), deutscher Rechtsanwalt, Notar, Politiker und Kunstsammler
- Grzimek, Günther (1915–1996), deutscher Landschaftsarchitekt
- Grzimek, Hildegard (1911–1984), deutsche Buchautorin
- Grzimek, Jana (* 1964), deutsche Bildhauerin
- Grzimek, Jürgen (* 1942), deutscher Schriftsteller
- Grzimek, Martin (* 1950), deutscher Schriftsteller
- Grzimek, Michael (1934–1959), deutscher Zoologe und Tierfilmer
- Grzimek, Rupprecht (1923–2022), deutscher Offizier, Abteilungsleiter im Bundesnachrichtendienst
- Grzimek, Sabina (* 1942), deutsche Bildhauerin
- Grzimek, Tomas (* 1948), deutscher Keramiker
- Grzimek, Waldemar (1918–1984), deutscher Bildhauer und Hochschullehrer
- Grziwok, Lothar (* 1927), deutscher Fußballspieler

### Grzo
- Grzondziel, Henryk (1897–1968), polnischer römisch-katholischer Geistlicher, Weihbischof in Gniezno

### Grzy
- Grzyb, Andrzej (* 1956), polnischer Politiker, MdEP, Mitglied des Sejm
- Grzyb, Kinga (* 1982), polnische Handballspielerin
- Grzyb, Rafał (* 1983), polnischer Fußballspieler
- Grzyb, Wolfgang (1940–2004), deutscher Fußballspieler
- Grzybek, Herbert (* 1929), deutscher Fußballspieler
- Grzybek, Peter (1957–2019), deutscher Sprach-, Literatur- und Kulturwissenschaftler
- Grzybowska, Katarzyna (* 1989), polnische Tischtennisspielerin
- Grzybowska, Magdalena (* 1978), polnische Tennisspielerin
- Grzybowski, Jacek (* 1973), polnischer römisch-katholischer Ordensgeistlicher, Weihbischof in Warschau-Praga
- Grzymala, Monika (* 1970), polnisch-deutsche Installationskünstlerin, Grafikerin und Bildhauerin
- Grzymisch, Siegfried (1875–1944), deutscher Bezirksrabbiner in Bruchsal
- Grzywa, Grzegorz (* 1974), polnischer Biathlet
- Grzywa, Iwona (* 1975), polnische Biathletin
- Grzywa, Magdalena (* 1979), polnische Biathletin
- Grzywacz, Janusz (* 1947), polnischer Fusion- und Jazzmusiker (Piano, Komposition)
- Grzywacz, Marta (* 1971), polnische Journalistin
- Grzywaczyk, Gerard (* 1941), polnischer Künstler und Bildhauer
- Grzywatz, Berthold (* 1949), deutscher Historiker, Bildender Künstler, Politikwissenschaftler und Schriftsteller
- Grzywienski, Anton (1898–1982), österreichischer Techniker
- Grzywna, Robert (1974–2010), polnischer Pilot